# Дионис Янишлиев
Дионис Николов Янишлиев (изписване до 1945 година: Дионисъ Николовъ Янишлиевъ) е български възрожденски деец от Македония.

## Биография
Дионис е роден през 1841 година в град Кукуш, тогава в Османската империя, в семейството на Никола Янишлиев, кукушки български възрожденски деец. Учи при Андроник Йосифчев и Димитър Миладинов. През 1860 година учи в първото българско училище в Цариград. Познава се с видни дейци на българското възраждане като Иларион Макариополски, Райко Жинзифов, Константин Миладинов. Избран е за следване в Русия по искане на руския консул във Варна Александър Рачински. Живее в Дойран, където са родени и работят децата му. Умира през 1916 година.
Негови синове са Борис Янишлиев и Никола Янишлиев, a дъщеря му Светлана Янишлиева е българска учителка в Дойран. Борис го описва като „българинъ до фанатизъмъ“.